# Ádahooníłígíí
Ádahooníłígíí (AFI: [átàhòːníɬíkíː]; en navajo: acontecimientos en el área/eventos actuales ) fue un periódico de tiraje mensual que era publicado en el suroeste de los Estados Unidos entre los años 1940 y principios de los años 1950. Después del Cherokee Phoenix, fue el segundo periódico que circuló regularmente en los Estados Unidos que fue escrito en un idioma de los pueblos nativos de los Estados Unidos. Además, fue el primer periódico publicado en Navajo, y hasta hoy en día, sigue siendo la única publicación de su tipo que ha sido escrita en su totalidad en navajo.